# Каспийская нерпа
Каспийская нерпа, или каспийский тюлень (лат. Pusa caspica), — вид морских млекопитающих из семейства настоящих тюленей.
Эндемик Каспийского моря. 
Зимой, ранней весной и поздней осенью каспийский тюлень мигрирует в северную часть моря, где на льдах образует скопления, щенится и линяет, осенью заходит в устья Волги и Урала, до Волгограда и вверх по течению Урала на 200 км, весной перемещается к югу. Держится стадами.
Одним из основных негативных факторов, ведущих к сокращению вида, является загрязнение моря.

## Общая характеристика

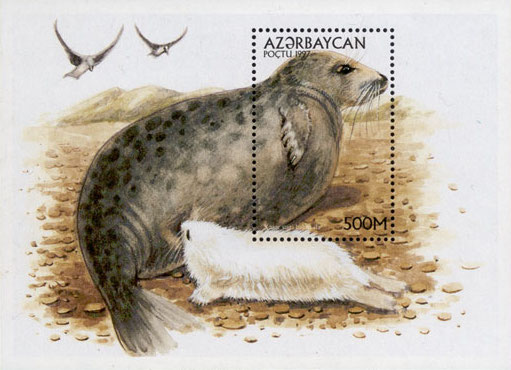
Каспийский тюлень с детёнышем. Почтовая марка Азербайджана

Длина тела 120—148 см, масса составляет порядка 50—60 кг. Размеры самок и самцов примерно одинаковы. Окраска тела почти одноцветная серо-буроватой с коричневыми и тёмными пятнами. Для взрослого животного типичны многочисленные пятна неправильной формы и разной величины.
Половой зрелости достигают на 5—7 году жизни. Периодичность размножения составляет 2—3 года. Беременность длится около 11 месяцев. Самка в приплоде приносит одного щенка, двойня бывает крайне редко. Живёт до 50 лет.
При добывании пищи способен погружаться на глубину до 80 м. Основу пищи составляют стайные виды рыб, в основном, кильки, около 1 % в рационе тюленя приходится на ракообразных.

## Ареал и численность
Каспийскому тюленю свойственна миграция из северной части моря в южную. В холодное время года основная популяция сосредоточена в Северном Каспии, а в теплое время года тюлени мигрируют в Средний и Южный Каспий.
В начале XX века в Каспийском море обитало до 1 миллиона тюленей. К 1989 году численность сократилась до 400 тысяч особей, в 2005 — до 110 тысяч, 2008 — 100 тысяч, 2019 — 43–66 тысяч.
В начале 80-х годов прошлого века в туркменской части Каспийского моря обитало до 15 тысяч особей, большинство на острове Огурчинский. В 2007 году сотрудники Национального института пустынь, растительного и животного мира Министерства охраны природы Туркменистана по результатам проведенных полевых экспедиций оценили численность тюленя всего в 1 тысячу особей.
В июле 2020 года после случаев жестокого обращения с тюленями в Мангистау, Межведомственная зоологическая комиссия по вопросам рыбного хозяйства приняла решение о внесении каспийского тюленя в Красную книгу Казахстана.
Согласно приблизительной оценке, численность каспийской нерпы не превышает 70 000 особей, при этом точных данных об этом нет.

## Массовая гибель в 2022 - 2024 году
По данным на начало декабря 2022 года, в Дагестане было обнаружено погибшими более 1700 каспийских нерп. Согласно оценке специалистов из Каспийского природоохранного центра, на момент обнаружения животные были мертвы около двух недель. Обнаружить их гибель удалось благодаря тому, что туши погибших нерп были выброшены штормом на берег.
Позднее, по данным, опубликованным BBC, количество найденных погибших нерп увеличилось до 2500 животных.
Наибольшее количество туш погибших животных было обнаружено в районе Юзбаша, а также между устьями рек Сулак и Шураозень (Шуринка). По мнению главы Росприроднадзора С. Радионовой, причиной гибели 2,5 тыс. краснокнижных нерп на побережье Каспийского моря в Дагестане могли быть выбросы природного газа, в результате чего нерпы могли пострадать от гипоксии. Старший преподаватель кафедры океанологии географического факультета МГУ Сергей Мухаметов считает, что причиной гибели нерп мог стать выброс метана в результате сейсмической активности, после чего тюлени задохнулись.
Планы по защите каспийского тюленя, занесённого в Красную книгу Казахстана, несмотря на их разработку, до сих пор не реализованы. Экологи Казахстана заявляют, что документы и стратегии, созданные для сохранения этого уникального вида, остаются невостребованными, а ситуация с популяцией тюленей продолжает ухудшаться.
Несмотря на существующие государственные программы и инициативы по защите каспийского тюленя, фактические действия по их выполнению не проводятся. Экологи указывают на то, что документы пылятся на полках чиновников, без каких-либо конкретных шагов. Это вызывает серьёзную озабоченность, так как популяция каспийских тюленей продолжает снижаться из-за браконьерства, загрязнения Каспия и ухудшения условий обитания.
Эксперты и экологи настаивают на необходимости срочного внедрения мер по защите каспийского тюленя. Среди предложений — усиление контроля за незаконной охотой, мониторинг состояния популяции, а также улучшение международного сотрудничества для сохранения вида. Без реализации существующих программ каспийский тюлень может оказаться на грани вымирания.
С 24 октября 2024 года на побережье Каспийского моря стали находить мертвых тюленей. На 14 ноября стало известно о 1034 мёртвых тюленях. У некоторых тешек наблюдались механические повреждения. Также 60% погибших самок были беременными. Исследования причины гибели займут от 3х до 4х месяцев.

## В культуре

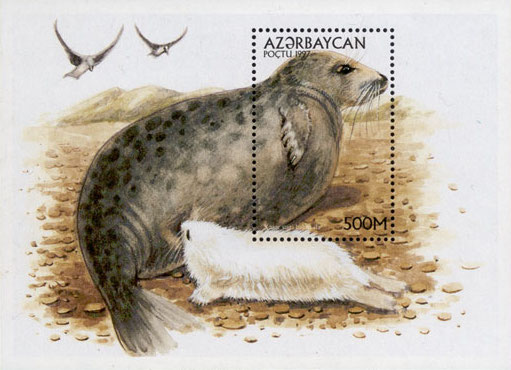
Почтовый блок. Азербайджан
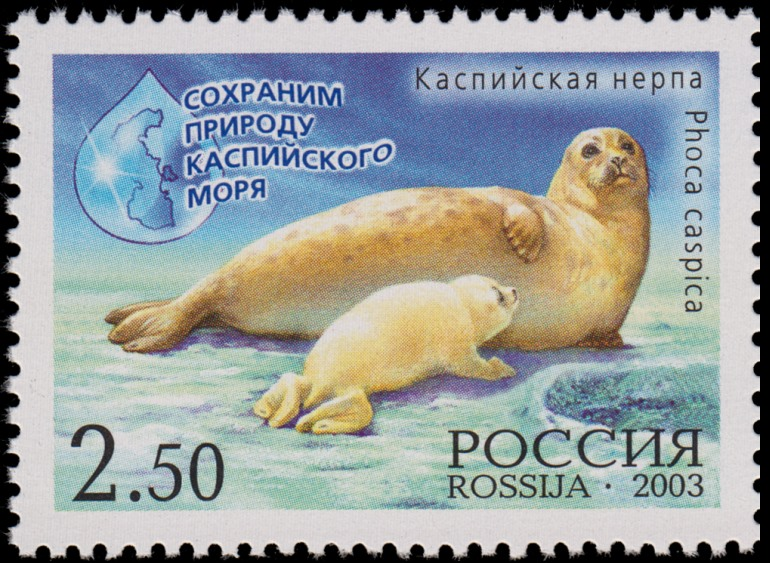
Почтовая марка. Россия